# Lidia Isac
Lidia Isac (în rusă Лидия Исак, n. 27 martie 1993, Saint Petersburg, Rusia) este o cântăreață din Republica Moldova. Ea a reprezentat Republica Moldova la Concursul Muzical Eurovision 2016 cu piesa Falling Stars. A ratat calificarea în finala competiției.

## Premii
- 2016 - Reprezentanta Republicii Moldova la Eurovision Song Contest  2016, Stockholm, Suedia.
- 2015 - Festivalul internațional de muzică Pop „Makein  Asia" (Locul I)
- 2015 - Concursul internațional de muzică „Baltic Super  Stars", Sankt Petersburg (Grand Prix).
- 2015 – Dublu finalistă a etapei naționale a concursului  „Eurovision Song Contest" solo și în cadrul proiectului Glam Girls.
- 2014 - Laureata concursului internațional de muzică Pop „New  Wave 2014", Jurmala, Letonia.
- 2013 - Finalista etapei naționale a concursului „Eurovision  Song Contest", în cadrul proiectului "Glam Girls".
- 2012 – Concursul Internațional de Muzică „Mărul de Aur" (Locul II)
- 2010 - Laureată a Festivalului Internațional de Muzică „Faces  of friends".
- 2008 - Concursul internațional de muzică „Steaua  Elatului", (Grand Prix).
- 2007 - Concursul național de muzică „Laura", (Grand  Prix).
- 2007 - Concursul municipal de muzică „Ploaia de stele", (Grand Prix).
- 2007 - Concursul național de muzică „Chantons amis!", (Grand Prix).
- 2006 - The international Pop Music contest „Silver Yantra" (Special Prize), Bulgaria.*